# Keijärvi
Keijärvi är en sjö i Finland. Den ligger i kommunen Ylöjärvi i landskapet Birkaland, i den södra delen av landet, 170 km norr om huvudstaden Helsingfors. Keijärvi ligger 114 meter över havet. Arean är 1,41 kvadratkilometer och strandlinjen är 11,08 kilometer lång. Sjön  ingår i Kumo älvs huvudavrinningsområde.   I omgivningarna runt Keijärvi växer i huvudsak blandskog. Den sträcker sig 3,1 kilometer i nord-sydlig riktning, och 1,1 kilometer i öst-västlig riktning.
I övrigt finns följande i Keijärvi:
- Pukkisaari (en ö)

Följande samhällen ligger vid Keijärvi:
- Ylöjärvi (22 140 invånare)